# Herbert Karwat
Herbert Karwat (ur. 1959) – polski żużlowiec.
Sport żużlowy uprawiał w latach 1978–1984 reprezentując barwy klubu Kolejarz Opole, z wyjątkiem 1979 r., w którym startował w Unii Tarnów. W 1980 r. zdobył srebrny medal drużynowego Pucharu Polski.
Finalista młodzieżowych indywidualnych mistrzostw Polski (Leszno 1980 – jako rezerwowy). Finalista mistrzostw Polski par klubowych (Zielona Góra 1983 – V miejsce). Dwukrotny finalista turniejów o Srebrny Kask (Zielona Góra 1980 – jako rezerwowy, Toruń 1981 – II miejsce). Finalista turnieju o Brązowy Kask (Opole 1980 – II miejsce).